# كورالاين
كورالاين هي رواية فنتازيا مظلمة قصيرة للأطفال للكاتب البريطاني نيل غيمان، نشرها بلومزبري وهاربر كولنز في عام 2002. حصدت جائزة هوغو لأفضل رواية قصيرة عام 2003، وجائزة نيبولا لأفضل رواية قصيرة عام 2003، وجائزة برام ستوكر لأفضل عمل موجّه للقراء الصغار عام 2002. ومنحتها الغارديان المرتبة 82 ضمن قائمتها لأفضل مئة كتاب في القرن الحادي والعشرين. بدأ غيمان كتابة كورالاين في عام 1990، وجاء اسم الشخصية الرئيسة بسبب خطأ طباعي في كتابة «كارولاين» حسب أقوال غيمان: «كنت قد كتبت اسم كارولاين خطأً، وحين نظرت إلى كلمة كورالاين علمت أنه اسم إحداهن، وأردت أن أعرف ماذا حدث لها». وقد جرت مقارنتها بـ«أليس في بلاد العجائب» للكاتب لويس كارول وحُولت إلى فيلم بتقنية إيقاف الحركة في عام 2009 أخرجه هنري سيليك.